# Scară (cartografie)

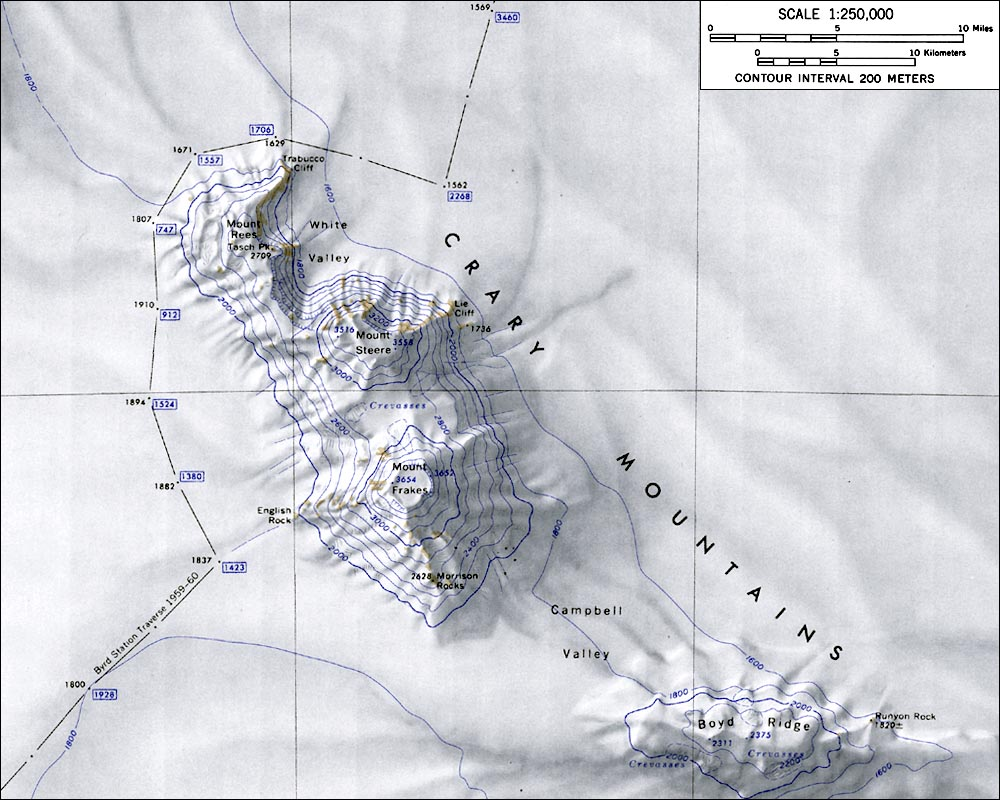
Hartă topografică cu raport de reducere 1: 250.000, ceea ce înseamnă că fiecare centimetru de pe hartă reprezintă 2,5 kilometri în realitate

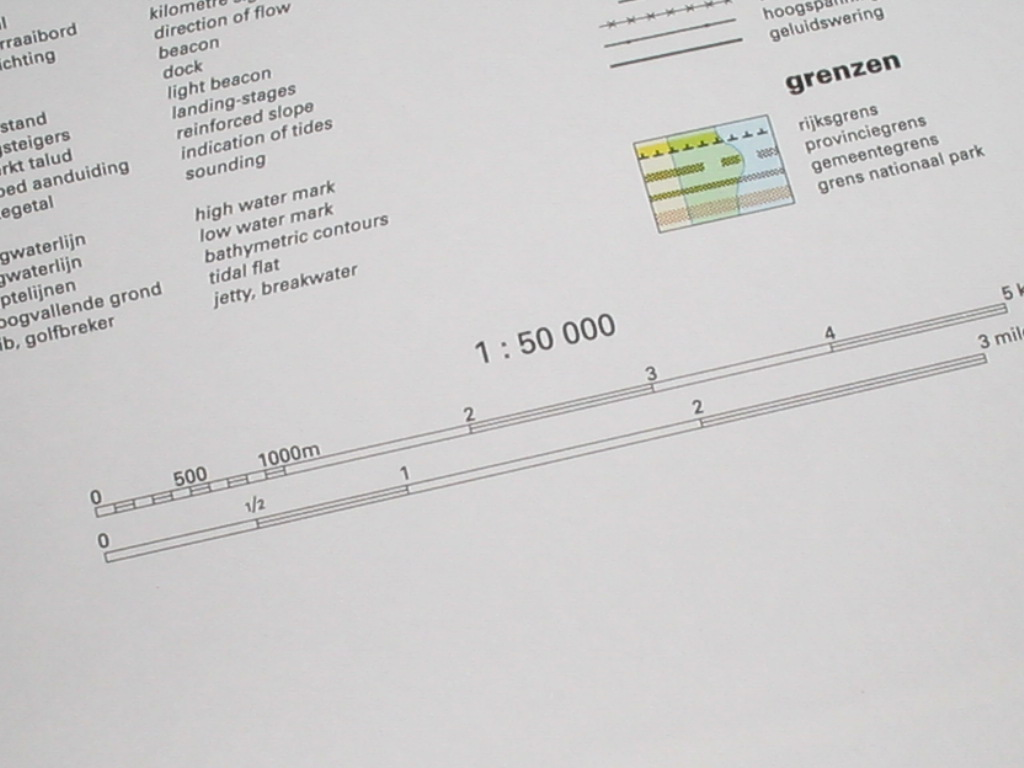
Scara se află pe hartă, de obicei, sub legendă

În cartografie scara reprezintă raportul  constant dintre o distanță măsurată pe hartă sau pe plan și corespondența distanței orizontale din teren, ambele fiind exprimate în aceeași unitate de măsură. Din punct de vedere practic, se folosesc două feluri de scări: numerice și grafice.

## Scări numerice
Scara numerică se exprimă sub forma unei fracții ordinare 1/N sau sub forma unei împărțiri 1:N. La scările de micșorare folosite în cartografie, numărătorul este întotdeauna egal cu o unitate (unu), iar numitorul (N) este un număr întreg și pozitiv, care arată de câte ori distanțele orizontale din teren sunt mai mari decât distanțele corespunzătoare, reprezentate pe harta sau planul respectiv. Cu alte cuvinte, numitorul scării (N) indică de câte ori s-au micșorat lungimile din teren pentru a fi transpuse pe plan sau hartă. Dacă numitorul scării (N) este mic, scara
planului este mare și invers.
Scările numerice folosite la redactarea hărților și planurilor topografice, se obțin din următoarele fracții: 1/10ⁿ; 1/2x10ⁿ; 1/2,5x10ⁿ; 1/5x10ⁿ în care n este un număr întreg și pozitiv.
În Ardeal, Banat și Bucovina, în cadastrul agricol se mai folosesc și planurile cadastrale vechi, întocmite la scările 1/1440, 1/2880; 1/7200, corespunzătoare unor raporturi diferite dintre unitățile de măsură vechi folosite pe teren și pe planuri înainte de anul 1919 în aceste provincii.
Formula generală a scării este dată de proporția: d/D = 1/N în care: 
d - distanța de pe plan sau hartă;
D – distanța corespunzătoare de pe teren, redusă la orizont;
N – numitorul scării numerice.
Conform legii proporțiilor, se poate calcula unul din termeni, dacă se cunosc ceilalți doi, astfel:
d = D/N
D = dxN
N = D/d
Spre exemplu, unei distanțe din teren D = 250 m, pe un plan la scara 1/5000 îi corespunde d = 250/5 = 50 mm, iar unei distanțe grafice d = 62 mm de pe o hartă la scara 1:200 000 îi corespunde în teren o distanță D = 62 x 200 = 12 400 m = 12,4 km.

## Scări grafice
Scara grafică este o reprezentare grafică a scării numerice care după modul cum se obține construcția grafică este de trei tipuri:
1. Scara grafică simplă fără talon se reprezintă sub forma unei linii divizate în intervale egale, numerotate progresiv începând de la zero, în sensul de la stânga la dreapta.

Valoarea unei diviziuni numită bază sau modulul scării, corespunde cu mărimea acelei distanțe de pe teren, redusă la orizont. Se recomandă ca lungimea în centimetri a unui interval corespunzător bazei din teren, să se calculeze prin împărțirea a 10 cm la primele cifre ale numitorului scării, adică la 10; 5; 2,5 sau 2. Precizia scării grafice simple fără talon este redusă  deoarece valorile mai mici decât modulul respectiv se iau în mod aproximativ.
1. Scara grafică simplă cu talon reprezintă o scară grafică simplă la care în stânga originii, se construiește talonul, adică încă un interval (modul), împărțit într-un număr de diviziuni corespunzător preciziei cerute, iar în continuare se construiește scara propriu-zisă, în funcție de scara numerică și de baza scării.

1. Scara grafică transversală este o scară mai perfecționată care are precizia de 1: 100 din valoarea bazei.

De exemplu pentru scara numerică 1: 1 000 și pentru baza scării 100 m teren = 1 cm plan se realizează construcția grafică care cuprinde talonul din stânga diviziunii zero, format din 10 diviziuni de câte 1 mm lungime grafică și scara propriu-zisă, din dreapta diviziunii zero, formată din 10 diviziuni de câte 1 cm.
Precizia scării grafice este dată de relația: P = M/t unde:
P – precizia scării (m), care reprezintă 1:100 din valoarea bazei;
M – modulul sau baza scării, în (m);
t – numărul diviziunilor de pe talonul scării.
Diviziunile bazei numerice se trasează prin linii drepte verticale și paralele între ele, iar linia orizontală de jos, notată cu zero și linia orizontală de sus, notată cu 10, corespunzătoare talonului, se împart în câte 10 diviziuni egale, ce se unesc cu linii oblice.

## Precizia grafică a hărților și planurilor
Precizia de citire grafică și de raportare a distanțelor pe hărți și planuri depinde direct de scara lor. Se consideră că precizia de citire sau raportare a unei distanțe este de 0,2 ... 0,3 mm; această eroare înseamnă în teren 0,20 ... 0,30 m pe un plan la scara 1:1 000 și 2 ... 3 m pe un plan la scara 1:10 000.
Precizia grafică permite stabilirea scării necesare planului topografic în funcție de mărimea detaliilor ce trebuie reprezentate pe plan. De exemplu, dacă pe teren se măsoară detalii cu dimensiuni mai mari de 1 m, atunci se alege pentru înocmirea planului scara 1:2 000; pe acest plan nu se pot reprezenta detalii mai mici de 1 m.